# ويليام بي. ميخائيل
ويليام بي. ميخائيل (بالإنجليزية: William B. Michael)‏ هو عالم نفس أمريكي، ولد في 6 مارس 1922، وتوفي في 15 مايو 2004.